# 西河 (州大河)
西河，位于中国云南省玉溪市红塔区，是南盘江支流曲江上游州大河（玉溪大河）段的右岸支流，发源于红塔区北部与晋宁县交界处的尖山～大尖山一带，向南流经刺桐关、北城街道、春和街道，至玉溪市区西郊玉带路街道金官营北入州大河。全长24.3公里，流域面积141平方公里。